# Notozyga lowenstami
Notozyga lowenstami är en armfotingsart som beskrevs av Cooper 1977. Notozyga lowenstami ingår i släktet Notozyga och familjen Chlidonophoridae. Inga underarter finns listade i Catalogue of Life.